# Schijfstraat (Rekem)

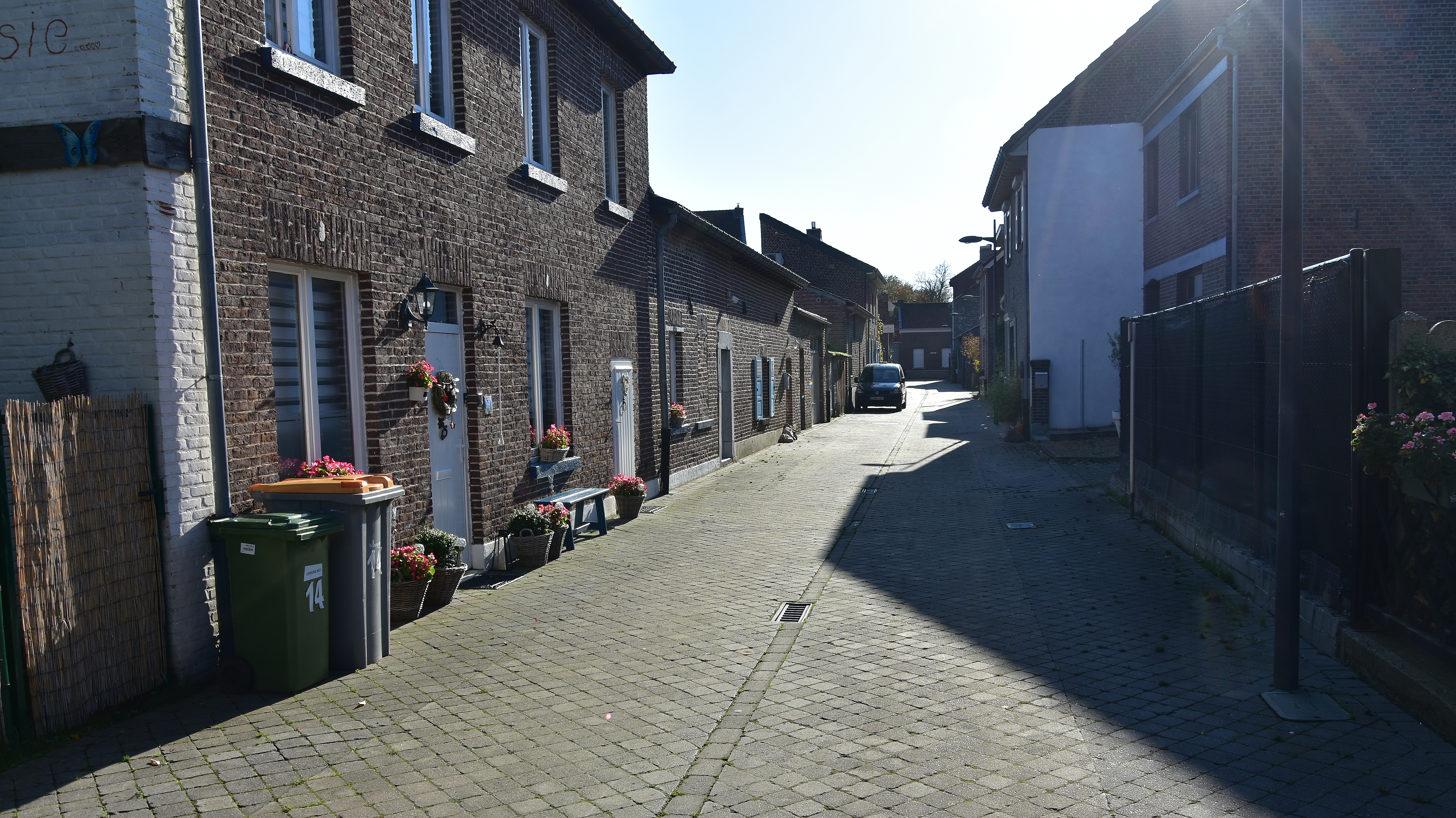
Schijfstraat in Rekem

De Schijfstraat is een straat in Oud-Rekem (gemeente Lanaken) in de Belgische provincie Limburg.
Haaks op de oostwestas gelegen loopt de Schijfstraat (vroeger Schiefstraat geheten) in noordelijke richting. De westzijde is deels bebouwd met recente burgerhuizen, terwijl de oostzijde nog delen bevat van de door graaf Ferdinand d'Aspremont-Lynden in 1638 aangelegde stadswallen. Rond 1820 werden tegen het zuidelijk deel van de stadswallen enkele burgerwoningen gebouwd.
Groenplaats · Herenstraat · Engelenstraat · Isabellastraat · Kanaalstraat · Nieuwe Walstraat · Onder de Linden · Oude God · Patersstraat · Schijfstraat · Walstraat